# グロスター (駆逐艦)
|          |                                                                     |
| 艦歴     |                                                                     |
| 発注     |                                                                     |
| 起工     | 1979年10月29日                                                      |
| 進水     | 1982年11月2日                                                       |
| 就役     | 1985年9月11日                                                       |
| 退役     | 2011年6月30日                                                       |
| その後   |                                                                     |
| 性能諸元 |                                                                     |
| 排水量   | 満載 5,350トン                                                      |
| 全長     | 141.1m                                                              |
| 全幅     | 14.9m                                                               |
| 吃水     | 5.8m                                                                |
| 機関     | COGOG (Combined Gas or Gas) ガスタービン2基, 2軸推進 36 MW          |
| 最大速   | 30ノット                                                            |
| 兵員     | 287名 (56 km/h)                                                     |
| 兵装     | シーダート艦対空ミサイル連装発射機×1 4.5インチ (114 mm) Mk 8 砲 × 1 |
| 搭載機   | リンクスHMAヘリコプター×1                                           |
| モットー | Prorsum ("Onwards")                                                 |

グロスター (HMS Gloucester, D96) は、イギリス海軍の駆逐艦。42型駆逐艦の12番艦、バッチ3。この名を受け継いだ艦としては11代目にあたる。

## 艦歴
「グロスター」はヴォスパー･ソーニークロフトウールストン造船所（サウサンプトン）で1979年10月29日に起工し、1982年11月2日進水、1985年9月11日就役した。
湾岸戦争時、「グロスター」はペルシャ湾に派遣された。1991年2月に戦艦「ミズーリ」を中心とする部隊がイラクのシルクワーム対艦ミサイルによる攻撃を受けた際、「グロスター」はシーダート艦対空ミサイルによりこれを撃墜した。これは、海上での戦闘において対空ミサイルによりミサイルの撃墜に成功した最初の例である。2014年6月の時点では唯一の事例でもある。
2006年のイスラエルのレバノン侵攻の際、「グロスター」は空母「イラストリアス」と共に、レバノンからイギリス国民を避難させるハイブラウ作戦に参加した。「グロスター」は3回キプロスへ避難民を運んだ。
「グロスター」は2011年6月30日に退役した。